# (35044) 1981 ET40
(35044) 1981 ET40 es un asteroide perteneciente al cinturón de asteroides, descubierto el 2 de marzo de 1981 por Schelte John Bus desde el Observatorio de Siding Spring, Nueva Gales del Sur, Australia.

## Designación y nombre
Designado provisionalmente como 1981 ET40.

## Características orbitales
1981 ET40 está situado a una distancia media del Sol de 2,637 ua, pudiendo alejarse hasta 2,711 ua y acercarse hasta 2,563 ua. Su excentricidad es 0,028 y la inclinación orbital 2,946 grados. Emplea 1564,40 días en completar una órbita alrededor del Sol.

## Características físicas
La magnitud absoluta de 1981 ET40 es 15,3. 